# فائزة العزاوي
فائزة جاسم العزاوي (ولدت في بغداد عام 1957) هي مدربة طيران عراقية برتبة نقيب طيار، وهي من أوائل الطيارات العراقيات المقاتلات، اُختِيرت مع خمسة نساء مقاتلات ليدخلن تاريخ القوة الجوية العراقية.

## حياتها
درست في ثانوية القناة للبنات والدراسة الإعدادية، ودخلت كلية القوة الجوية سنة 1979 في تكريت، وتخرجت سنة 1982 دورة 37، وكانت أول دورة قوة جوية تقام للنساء مع عشرين فتاة عراقية، تخرج منها 5 طيارات فقط والباقي مسيطرات جويات، كانت لديها هواية الطيران وهي في المرحلة الإعدادية من الدراسة، دخلت دورة طيران في مؤسسة الشباب عام 1977، وحصلت على شهادة طيران خصوصي وحلقت لأول مرة في الجو قبل دخولها للكلية، أكملت بعدها بمدرسة معلمي الطيران بمعسكر الرشيد وأصبحت مدربة طيران.

## عملها مدربة
لم تشارك بمعارك حقيقية وذلك بسبب منع رسمي من رئيس الجمهورية والقائد العام للقوات المسلحة في ذلك الوقت، بعدم مشاركة النساء لخوفه عليهم، لذلك عملت مدربةً للطيران مع مدربات أخريات ومنهن كابتن أسماء، وكابتن إيمان، وكابتن أزهار، عملنَّ في تدريب الطلاب على الطائرات (بروفو)، ولديهن رتبة (مساعد أول طيار)، دربت الطلاب لخمسة دورات، وتدرب على يدها الكثير من الطيارين العراقيين، تقاعدت سنة 1990 برتبة نقيب طيار.

## روابط خارجية
- نساء الطيران مقابلة مع النقيب الطيار فائزة العزاوي بودكاست كلام في الطيران